# Diócesis de Grenoble-Vienne
La diócesis de Grenoble-Vienne (en latín: Dioecesis Gratianopolitana-Viennensis Allobrogorum y en francés: Diocèse de Grenoble-Vienne) es una circunscripción eclesiástica de la Iglesia católica en Francia. Se trata de una diócesis latina, sufragánea de la arquidiócesis de Lyon. Desde el 14 de septiembre de 2022 su obispo es Jean-Marc Eychenne.

## Territorio y organización

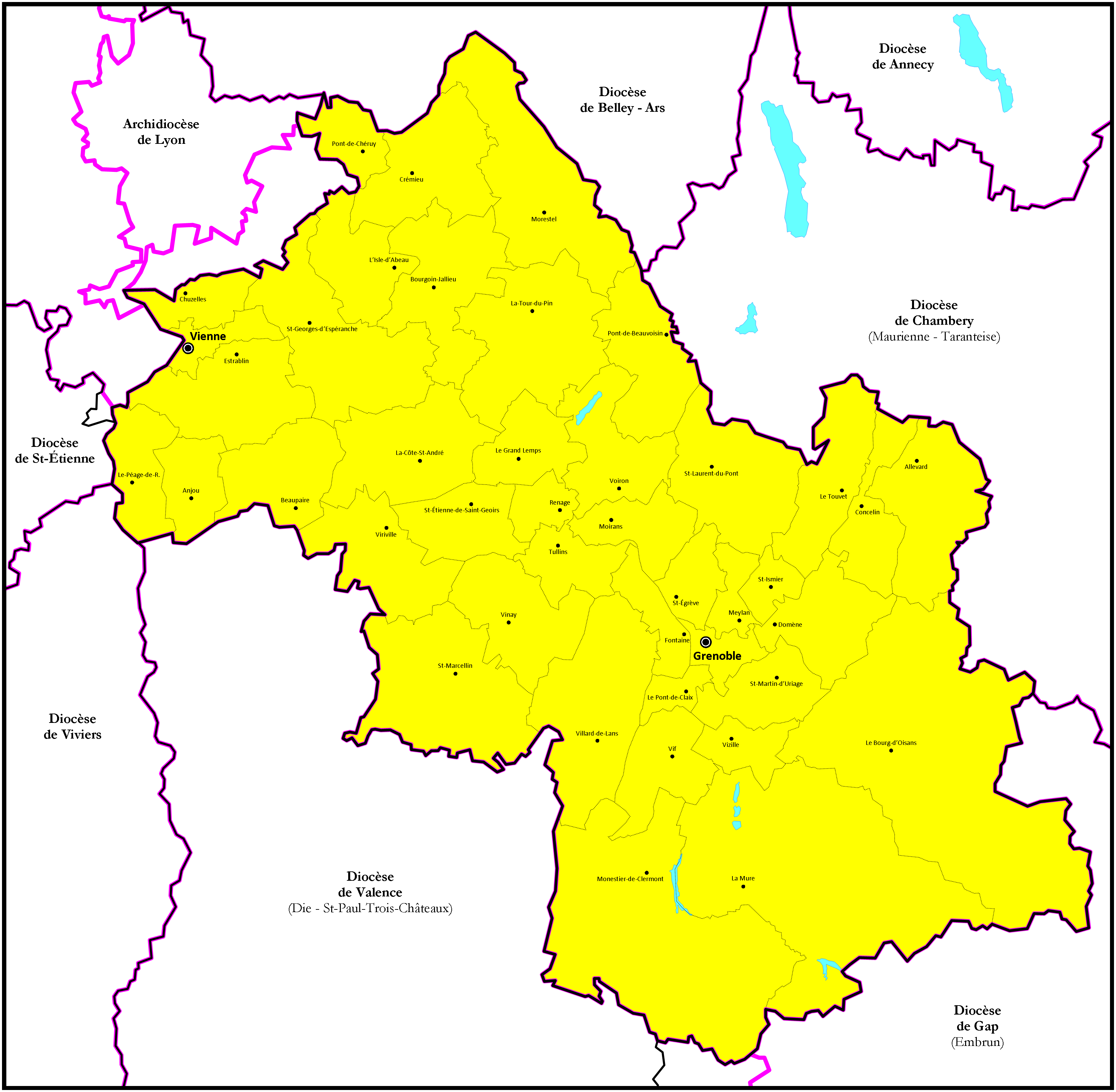
Mapa de la diócesis

La diócesis tiene 7431 km² y extiende su jurisdicción sobre los fieles católicos de rito latino residentes en el departamento de Isère en la región de Auvernia-Ródano-Alpes.

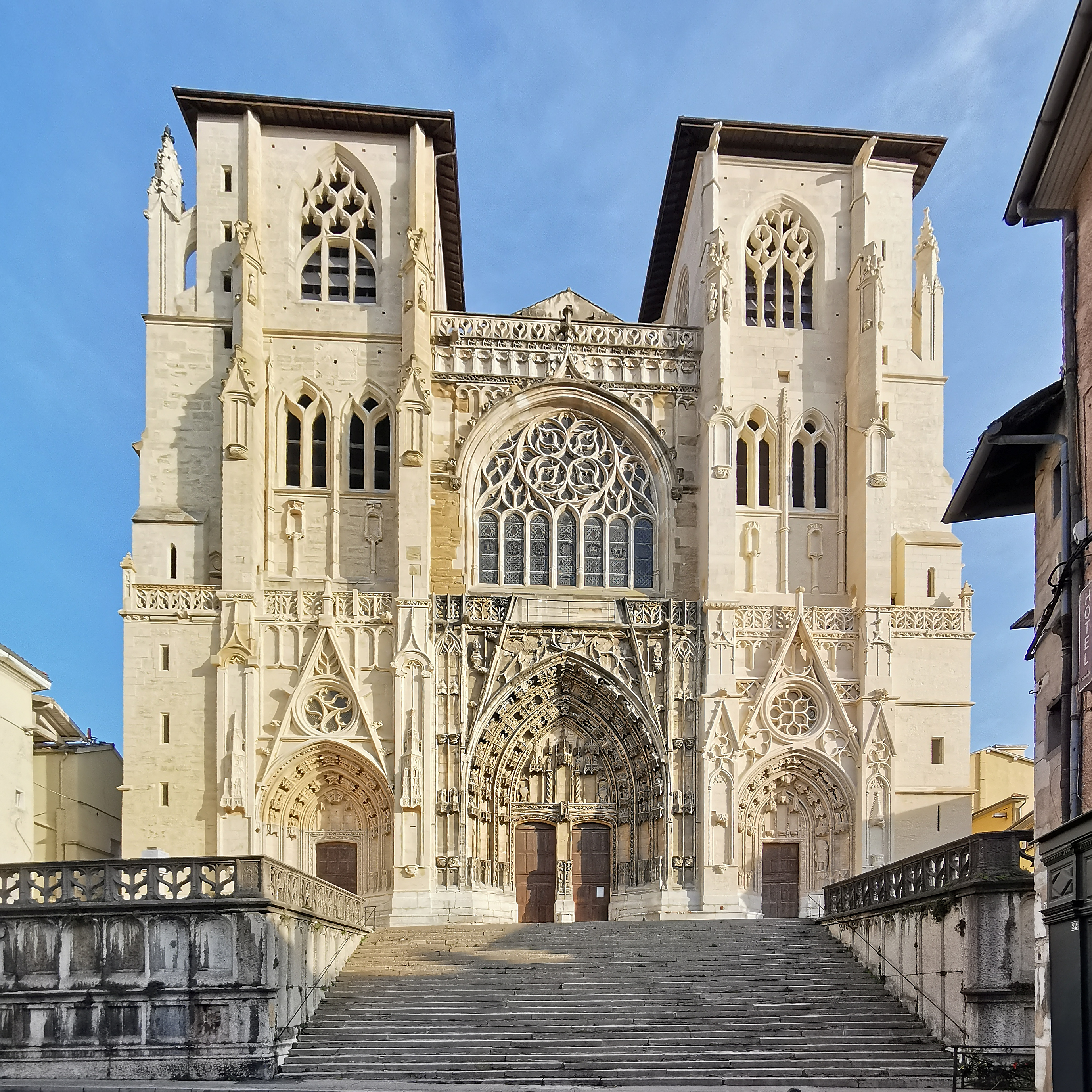
Excatedral de San Mauricio, en Vienne

La sede de la diócesis se encuentra en la ciudad de Grenoble, en donde se halla la Catedral de Nuestra Señora y las basílicas de San José y del Sagrado Corazón. En Vienne se encuentra la excatedral de San Mauricio.

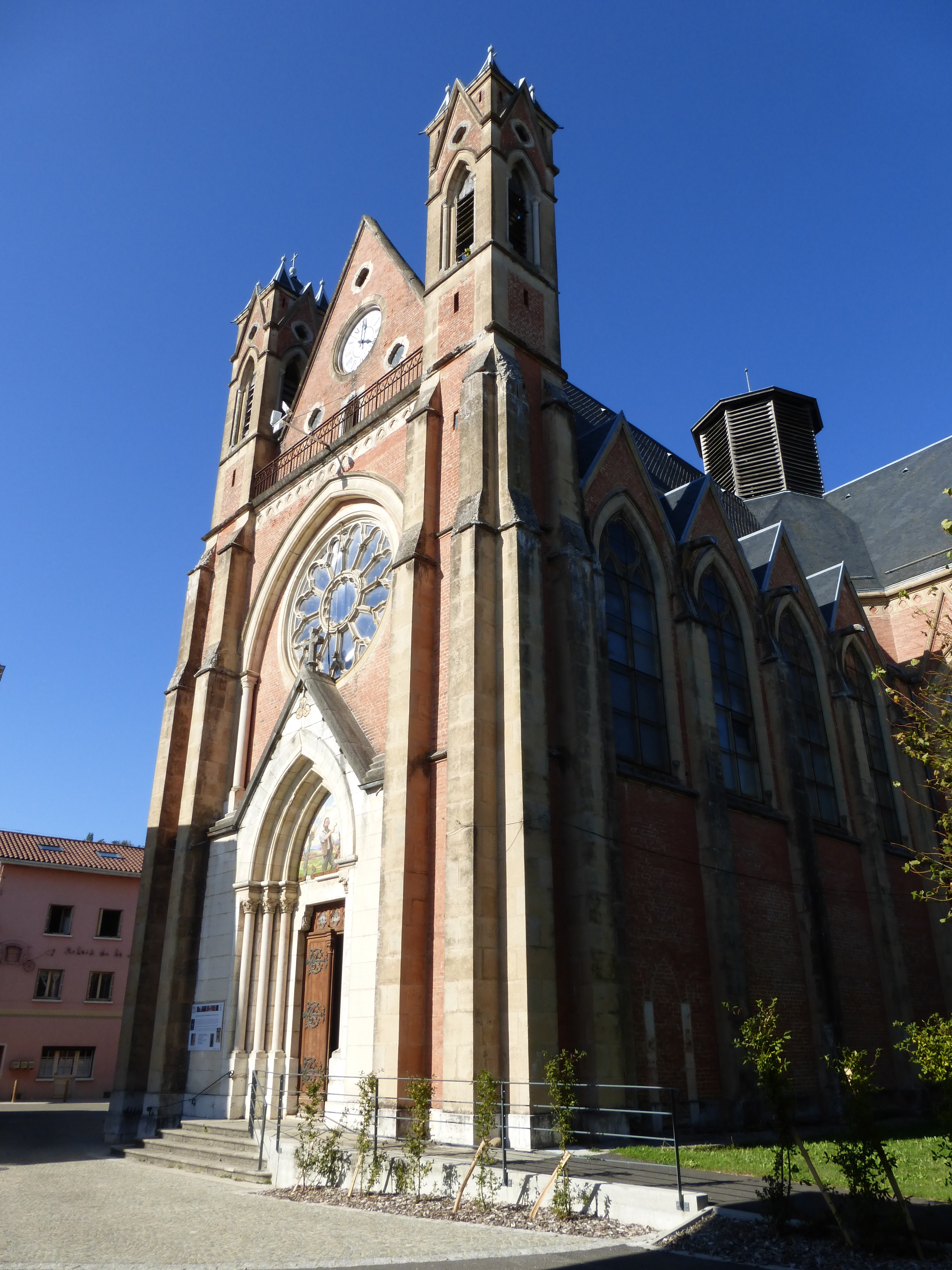
Basílica de Notre-Dame-de-l'Osier, en Vinay

Los principales sitios de peregrinación en la diócesis son: Notre-Dame de Parménie, refundada en el siglo XVII por obra de una pastora; la basílica de Notre-Dame-de-l'Osier, en Vinay, que data de 1649 y, sobre todo, el famoso santuario de Nuestra Señora de La Salette, que debe su origen a la aparición de la Virgen el 19 de septiembre de 1846 a Maximin Giraud y Mélanie Calvat.

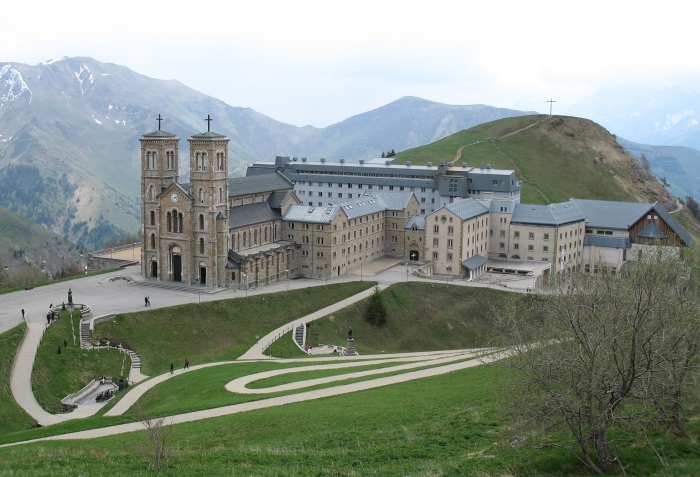
Santuario de La Salette

En 2021 en la diócesis existían 47 parroquias.

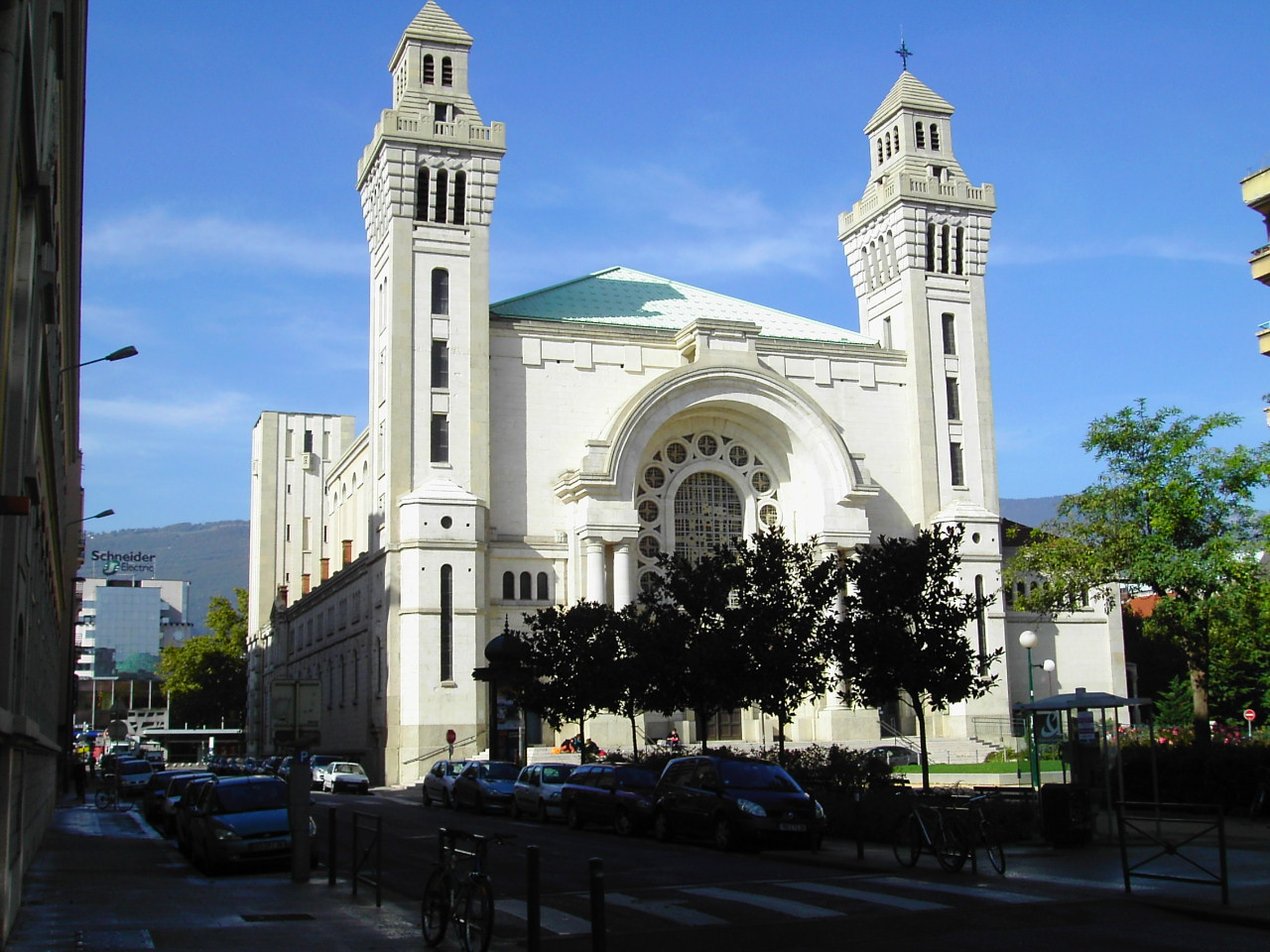
Basílica del Sagrado Corazón, en Grenoble

## Historia
La diócesis de Grenoble fue erigida en el siglo IV. En 450, por decisión del papa León I el Magno, se convirtió en sufragánea de la arquidiócesis de Vienne. El primer obispo conocido de Grenoble es san Donino, que participó en el Concilio de Aquileia en el 381. A mediados del siglo V, la leyenda recuerda al obispo Ceratus como un oponente del arrianismo.
Los benedictinos y agustinos fundaron pronto numerosos monasterios en la diócesis, como el de Vizille ya existente en 726, pero un pleno desarrollo de la vida monástica se produjo durante el episcopado de san Hugo. La abadía de Saint-Martin de Miséré, de donde se originaron muchos monasterios agustinos, y la escuela prioral de Villard Benoît en Pontcharra fueron importantes durante los siglo XII y siglo XIII. Pero la forma peculiar de monaquismo en el Delfinado, desde la época de san Hugo, fue la de las cartujas fundadas por san Bruno en 1084 con la erección de la Gran Cartuja, casa madre de la orden, como diócesis.
Desde la primera mitad del siglo XIII la rama francesa de los valdenses hizo del Delfinado su principal centro. De allí llegó Guillaume Farel, el predicador y reformador francés más hábil. Pierre de Sébiville, franciscano apóstata, introdujo el protestantismo en Grenoble en 1522, que tuvo un gran número de seguidores en toda la diócesis. Esta estuvo entonces severamente marcada por las guerras de religión, especialmente en 1562, cuando el cruel barón des Andrets actuó como lugarteniente general en el Delfinado del príncipe de Condé.
Las dos estancias en Grenoble en 1598 y 1600 del jesuita Pierre Coton, más tarde confesor del rey Enrique IV de Francia, lograron suscitar notables conversiones del protestantismo; en memoria de esto, el condestable de Francia, de Lesdiguières, que se había convertido en 1622, favoreció la fundación de una casa jesuita en Grenoble, donde, en 1651, los jesuitas establecieron un colegio. Sin embargo, fue durante el episcopado de Pierre Scarron (1620-1667) cuando se pudo decir que se restableció el catolicismo en el Delfinado.
En la segunda mitad del siglo XVII surgió la figura de Étienne Le Camus, único obispo de Grenoble llegado a cardenal, que se comprometió a aplicar las decisiones del Concilio de Trento, a través de numerosas visitas pastorales y la fundación del seminario.
El 18 de agosto de 1779 cedió una parte de su territorio para la erección de la diócesis de Chambéry mediante la bula Universa Dominici gregis del papa Pío VI.
El papa Pío VI, hecho prisionero en Francia, pasó dos días en Grenoble en 1799. Pío VII también estuvo recluido en la prefectura de Grenoble del 21 de julio al 2 de agosto de 1808. Al obispo Simón se le impidió visitarlo.
Tras el concordato de 1801 con la bula Qui Christi Domini del papa Pío VII del 29 de noviembre de 1801, la diócesis de Grenoble pasó a formar parte de la provincia eclesiástica de la arquidiócesis de Lyon. Al mismo tiempo, se hizo coincidir el territorio de la diócesis con el del departamento.
En 1815, en la capilla del seminario, recibió la ordenación sacerdotal Juan María Vianney, sacerdote de la diócesis, más conocido como el cura de Ars, canonizado en 1925 y proclamado patrón de todos los párrocos en 1929. También era originario de la diócesis Henri Grouès, conocido como abate Pierre, fundador de la comunidad de Emaús.
El 15 de diciembre de 2006 adoptó su nombre actual: diócesis de Grenoble-Vienne.

## Estadísticas
Según el Anuario Pontificio 2022 la diócesis tenía a fines de 2021 un total de 816 870 fieles bautizados.
| Año                                                                             | Población            | Población | Población      | Sacerdotes | Sacerdotes    | Sacerdotes    | Bautizados por sacerdote | Diáconos permanentes | Religiosos | Religiosos | Parroquias |
| Año                                                                             | Bautizados católicos | Total     | % de católicos | Total      | Clero secular | Clero regular | Bautizados por sacerdote | Diáconos permanentes | Varones    | Mujeres    | Parroquias |
| ------------------------------------------------------------------------------- | -------------------- | --------- | -------------- | ---------- | ------------- | ------------- | ------------------------ | -------------------- | ---------- | ---------- | ---------- |
| 1949                                                                            | 400 000              | 700 000   | 57.1           | 655        | 575           | 80            | 610                      |                      | 100        | 400        | 599        |
| 1970                                                                            | 780 000              | 849 683   | 91.8           | 695        | 538           | 157           | 1122                     |                      | 214        | 1408       | 600        |
| 1980                                                                            | 706 000              | 876 000   | 80.6           | 489        | 405           | 84            | 1443                     | 5                    | 100        | 800        | 575        |
| 1990                                                                            | 760 000              | 963 000   | 78.9           | 402        | 322           | 80            | 1890                     | 8                    | 92         | 887        | 588        |
| 1999                                                                            | 804 000              | 1 020 000 | 78.8           | 350        | 267           | 83            | 2297                     | 26                   | 121        | 832        | 588        |
| 2000                                                                            | 800 000              | 1 015 753 | 78.8           | 358        | 271           | 87            | 2234                     | 25                   | 119        | 820        | 189        |
| 2001                                                                            | 800 000              | 1 015 753 | 78.8           | 302        | 225           | 77            | 2649                     | 24                   | 109        | 820        | 189        |
| 2002                                                                            | 700 000              | 1 080 700 | 64.8           | 289        | 210           | 79            | 2422                     | 24                   | 109        | 220        | 189        |
| 2003                                                                            | 800 000              | 1 145 598 | 69.8           | 295        | 218           | 77            | 2711                     | 24                   | 93         | 800        | 189        |
| 2004                                                                            | 700 000              | 1 145 598 | 61.1           | 284        | 207           | 77            | 2464                     | 29                   | 108        | 220        | 146        |
| 2006                                                                            | 707 000              | 1 156 000 | 61.2           | 254        | 202           | 52            | 2783                     | 33                   | 83         | 220        | 48         |
| 2013                                                                            | 787 000              | 1 197 000 | 65.7           | 241        | 151           | 90            | 3265                     | 43                   | 116        | 400        | 46         |
| 2016                                                                            | 799 000              | 1 260 000 | 63.4           | 236        | 151           | 85            | 3385                     | 46                   | 116        | 430        | 46         |
| 2019                                                                            | 811 500              | 1 279 514 | 63.4           | 196        | 144           | 52            | 4140                     | 45                   | 64         | 246        | 46         |
| 2021                                                                            | 816 870              | 1 288 000 | 63.4           | 169        | 117           | 52            | 4833                     | 43                   | 59         | 217        | 47         |
| Fuente: Catholic-Hierarchy, que a su vez toma los datos del Anuario Pontificio. |                      |           |                |            |               |               |                          |                      |            |            |            |

## Episcopologio
El más antiguo catálogo de los obispos de Grenoble está contenido en el primero de los cartulario atribuido a san Hugo, entre el siglo XI y el siglo XII.
- San Donnino † (mencionado en 381)
- San Diogene †
- Amico †
- Sebastián †
- Vitaliano †
- San Cerazio † (antes de 441-después de 451)
- Vivenzio † (mencionado en 464)
- San Víctor † (antes de 517-después de 518/523)
- Ursolo † (mencionado en 538)
- Siagrio I † (antes de 552-después de 570)[nota 2]
- Esichio I † (antes de 573-circa 601 falleció)
- Siagrio II † (mencionado en 614)[nota 3]
- Claro † (antes de 650-después de 653)
- San Ferreolo †[nota 4]
- Boso †
- Esichio II †
- Austroberto †
- Ramnoldo (o Rainaldo) † (mencionado en 707?)
- Ragnomaro † (mencionado en 726)[nota 5]
- Austorico †
- Corbo † (mencionado en 743?)
- Leoperto †
- Ardinco †
- Odolardo † (mencionado en 804?)
- Radoldo † (mencionado en 825?)
- Siuperto † (mencionado en 829?)
- Ebroaldo †
- Adalulfo † (mencionado en 840)
- Ebbo † (antes de 855-después de 860)
- Bernario † (869 electo-después de 882)
- Isaac † (antes de 892-después de 922)
- Alcherio † (?-circa 949 falleció)
- Isarno † (antes de agosto de 950-después de 976)
- Humbert d'Albon † (antes de 990-después de 1025 renunció)
- Mallen † (mencionado en 1030)
- Artaud  † (antes de 1037-después de 1058)
- Pons Claudus †
- Pons † (?-1076 excomulgado)
- San Hugues I † (1080-1 de abril de 1132 falleció)
- Hugues II, O.Carth. † (1132 por sucesión-circa 1148 nombrado arzobispo de Vienne)
- Othmar de Sassenage, O.Carth. †
- Geoffroy † (antes de 1151-1163 depuesto)
- Jean de Sassenage † (antes de febrero de 1164-1220 falleció)
- Guillaume, O.Carth. † (circa 1220)
- Pierre I † (?-1221? falleció)
- Soffroy † (1223-después de 1230)
- Pierre II † (antes de abril de 1238-después de 1249)
- Falcon † (1251-1266 falleció)
- Guillaume de Sassenage † (25 de julio de 1266-después de 1299)
- Guillaume de Royn † (21 de noviembre de 1301-1337 falleció)
- Jean de Chissé † (23 de diciembre de 1337-1350 falleció)
- Rodolphe de Chissé † (16 de septiembre de 1350-28 de febrero de 1380 nombrado arzobispo de Tarentaise)
- François de Conzié † (28 de febrero de 1380-20 de enero de 1388 nombrado arzobispo de Arlés)
- Aymon de Chissé I, O.S.B † (20 de enero de 1388-24 de octubre de 1427 nombrado obispo de Niza)
- Aymon de Chissé II † (24 de octubre de 1427-de septiembre de 1450 falleció)
- Siboud Allemand de Séchilienne † (mencionado en 1454-circa 1476 renunció)
- Laurent Allemand de Laval I, O.S.A. † (19 de enero de 1476-circa 1477 nombrado obispo de Orange)[nota 6]
- Jost von Silenen † (9 de junio de 1477-2 de agosto de 1482 nombrado obispo de Sion)
  - Jost von Silenen † (2 de agosto de 1482-1484 renunció) (administrador apostólico)
- Laurent Allemand de Laval I, O.S.A. † (8 de marzo de 1484-1518 renunció) (por segunda vez)
- Laurent Allemand de Laval II, O.S.A. † (26 de abril de 1518-5 de septiembre de 1561 falleció)
- François D'Avançon, O.S.B † (16 de diciembre de 1562-5 de febrero de 1575 falleció)
- François Fléhard † (14 de octubre de 1575-4 de octubre de 1606 falleció)
- Jean de La Croix de Chevrières † (4 de julio de 1607-mayo de 1619 falleció)
- Alphonse de La Croix de Chevrières † (mayo de 1619 por sucesión-1620 renunció)
- Pierre Scarron † (14 de diciembre de 1620-8 de febrero de 1668 falleció)
  - Sede vacante (1668-1671)
- Étienne Le Camus † (1 de julio de 1671-12 de septiembre de 1707 falleció)
- Ennemond Montmartin † (12 de marzo de 1708-28 de octubre de 1719 falleció)
- Paul de Chaulnes † (16 de junio de 1721-20 de octubre de 1725 falleció)
- Jean de Caulet † (20 de marzo de 1726-27 de octubre de 1771 falleció)
- Jean de Cairol de Madaillan † (16 de diciembre de 1771-10 de diciembre de 1779 renunció)
- Marie-Anne-Hippolyte Hay de Bonteville † (13 de diciembre de 1779-6 de octubre de 1788 falleció)
- Henri-ChArlés du Lau d'Alleman † (30 de marzo de 1789-4 de abril de 1802 falleció)
- Claude Simon † (2 de agosto de 1802-3 de octubre de 1825 falleció)
- Philibert de Bruillard † (3 de julio de 1826-7 de diciembre de 1852 renunció)
- Jacques-Marie-Achille Ginoulhiac † (7 de marzo de 1853-27 de junio de 1870 nombrado arzobispo de Lyon)
- Pierre-Antoine-Justin Paulinier † (27 de junio de 1870-17 de septiembre de 1875 nombrado arzobispo de Besanzón)
- Amand-Joseph Fava † (23 de septiembre de 1875-17 de octubre de 1899 falleció)
- Paul-Emile-Marie-Joseph Henry † (14 de diciembre de 1899-8 de julio de 1911 falleció)
- Louis-Joseph Maurin † (1 de septiembre de 1911-1 de diciembre de 1916 nombrado arzobispo de Lyon)
- Alexandre Caillot † (22 de marzo de 1917-5 de enero de 1957 falleció)
- André-Jacques Fougerat † (5 de enero de 1957 por sucesión-19 de septiembre de 1969 renunció[nota 7])
- Gabriel-Marie-Joseph Matagrin † (19 de septiembre de 1969-26 de septiembre de 1989 renunció)
- Louis Jean Dufaux † (26 de septiembre de 1989 por sucesión-10 de junio de 2006 retirado)
- Guy André Marie de Kérimel, Comm. l'Emm. (10 de junio de 2006 por sucesión-9 de diciembre de 2021 nombrado arzobispo de Toulouse)
- Jean-Marc Eychenne, desde el 14 de septiembre de 2022